# Пію смугастоволий
Пію смугастоволий (Synallaxis cinnamomea) — вид горобцеподібних птахів родини горнерових (Furnariidae). Мешкає в Північній Америці.

## Опис
Довжина птаха становить 14-15 см, вага 15-23 г. Голова і верхня частина тіла тьмяно-коричневі, над очима охристі "брови", плечі і крила рудувато-каштанові. Під дзьобом білуваті "вуса". горло біле, поцятковане чорними смужками. Нижня частина тіла охриста, поцяткована темними плямками. Хвіст коричневий. Представники різних підвидів дещо різняться за забарвленням.

## Підвиди
Виділяють сім підвидів:
- S. c. carri Chapman, 1895 — Тринідад;
- S. c. terrestris Jardine, 1847 — Тобаго;
- S. c. cinnamomea Lafresnaye, 1843 — крайній північний захід Венесуели (Сьєрра-де-Періха) і Східний хребет Колумбійських Анд (Магдалена, Сантандеру Кундінамарка);
- S. c. aveledoi Phelps & Phelps Jr, 1946 — західна Венесуела (Фалькон, західна і південна Лара, північна Тачира) і Колумбійські Анди (Норте-де-Сантандер);
- S. c. bolivari Hartert, E, 1917 — Прибережний хребет на півночі Венесуели (від Яракуя на схід до Міранди і північного Гуаріко);
- S. c. striatipectus Chapman, 1899 — північно-східна Венесуела (захід Сукре, Ансоатегі);
- S. c. pariae Phelps & Phelps Jr, 1949 — півострів Парія[en] на північному сході Венесуели.

## Поширення і екологія
Смугастоволі пію мешкають у Венесуелі, Колумбії, та на Тринідаді і Тобаго. Вони живуть в підліску вологих рівнинних і гірських тропічних лісів, на узліссях, в чагарникових заростях та на плантаціях. Зустрічаються парами або невеликими зграйками на висоті від 700 до 2100 м над рівнем моря. Іноді приєднуються до змішаних зграй птахів. Живляться комахами, яких шукають серед рослинності, на висоті до 2 м над землею. Гніздо кулеподібне з трубчастим входом, розміщується в чагарниках. В кладці 2 зеленувато-білих яйця.